# Óriás pókhálósgomba
Az óriás pókhálósgomba (Cortinarius praestans) a pókhálósgombafélék családjába tartozó, Eurázsiában elterjedt, lomberdőkben élő, ehető gombafaj. 

## Megjelenése
Az óriás pókhálósgomba kalapja 10-20 cm széles, fiatalon félgömb alakú, majd domborúan kiterül. Felszíne ragadós, pereme idősen ráncos. Színe eleinte ibolyás-csokoládébarna, majd gesztenyebarna. Fiatalon ibolyás-fehéres burok borítja, amelynek maradványai  fehér pettyek formájában később is megmaradhatnak a kalapon.
Húsa vastag, tömör; színe fehéres, a tönk csúcsában halványibolyás. Szaga kellemes, íze enyhe. 
Lemezei a tönkre foggal lefutók, élük finoman fogazott. Színük eleinte ibolyásszürke, éretten rozsdás agyagbarna.
Tönkje 10-25 cm magas és 2-3 cm vastag. Alakja vaskos, bunkós. Színe felül ibolyás árnyalatú, később fehéres, okkeres. A pókhálószerű részleges burok fejlett, színe halványibolyás. Alatta az egész gombát beborító burok lilás, majd okkeres színű zónák formájában marad vissza a tönkön.
Spórapora vörösbarna. Spórája ovális vagy citrom alakú, apró szemölcsök borítják, mérete 13-17 x 8-10 μm. 

### Hasonló fajok
Jellegzetes külsejű robusztus gomba, esetleg a mérgező hagymatönkű pókhálósgombával vagy az ehető lilásburkú pókhálósgombával, zsemlebarna pókhálósgombával és ligeti pókhálósgombával lehet összetéveszteni. 

## Elterjedése és termőhelye
Eurázsiában honos. Magyarországon ritka, az Északi-középhegységből és a Bakonyból ismert. 
Általában meszes talajú lomberdőkben él, de Magyarországon inkább mészkerülő bükkösökből ismert. Észak-Európában kislevelű hárs és mogyoró alatt is megtalálható. Augusztustól októberig terem.  
Ehető gomba. Kivonata gátolja a baktériumok (mint a Pseudomonas aeruginosa vagy Staphylococcus aureus) növekedését. Magyarországon feltűnő mérete és élőhelyének fogyatkozása miatt veszélyeztetett. 2005 óta védett, természetvédelmi értéke 5000 Ft.

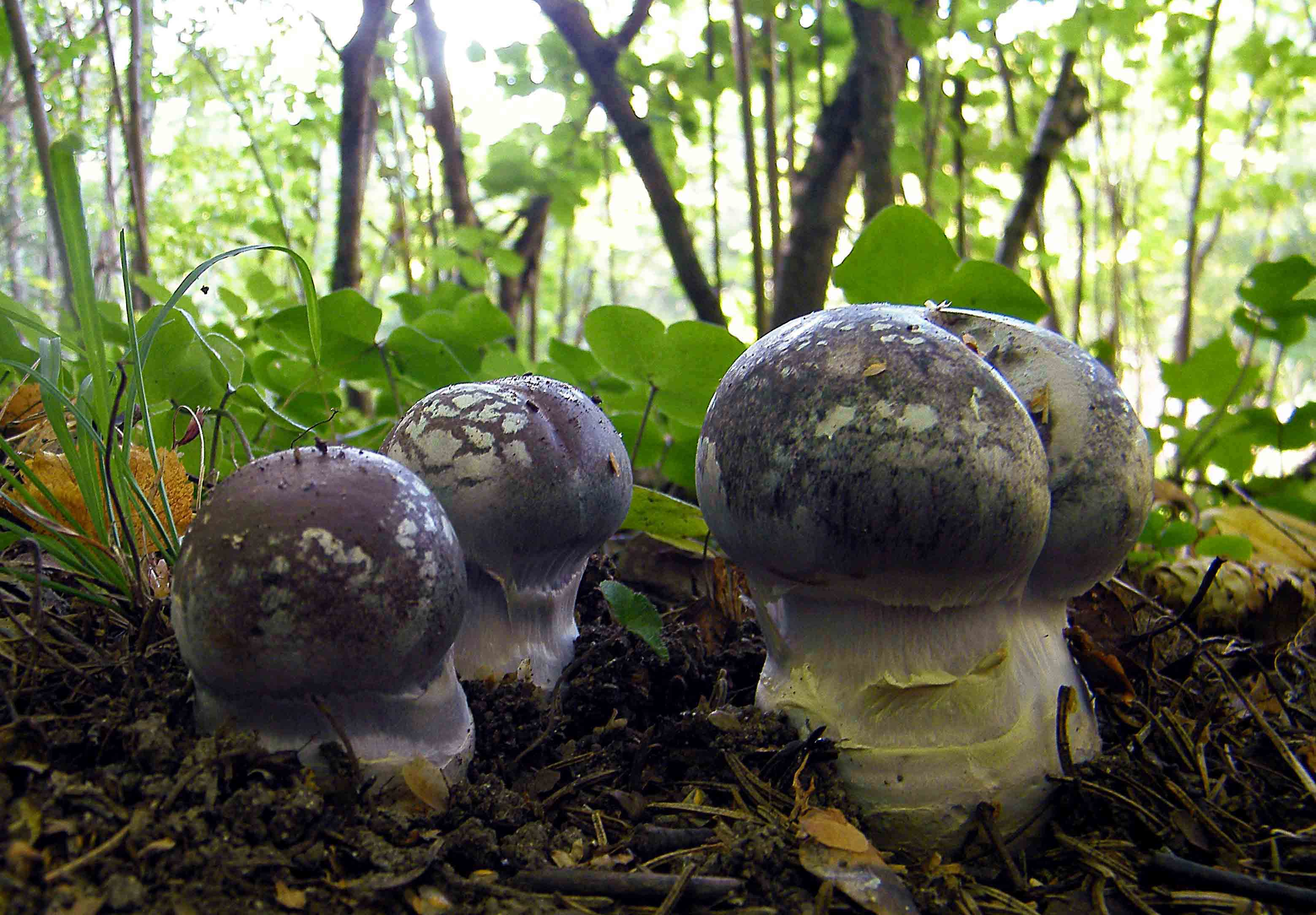
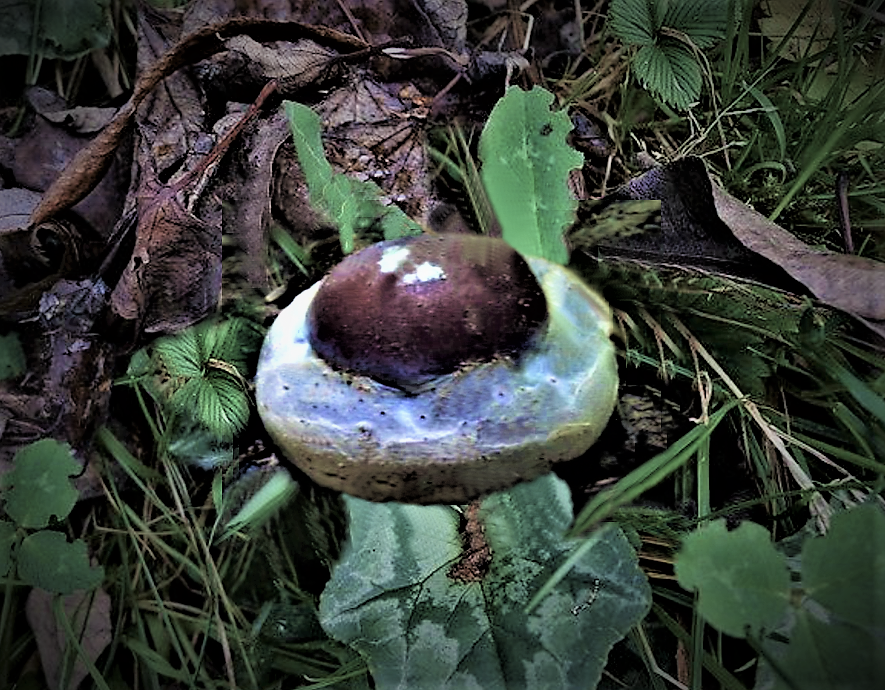
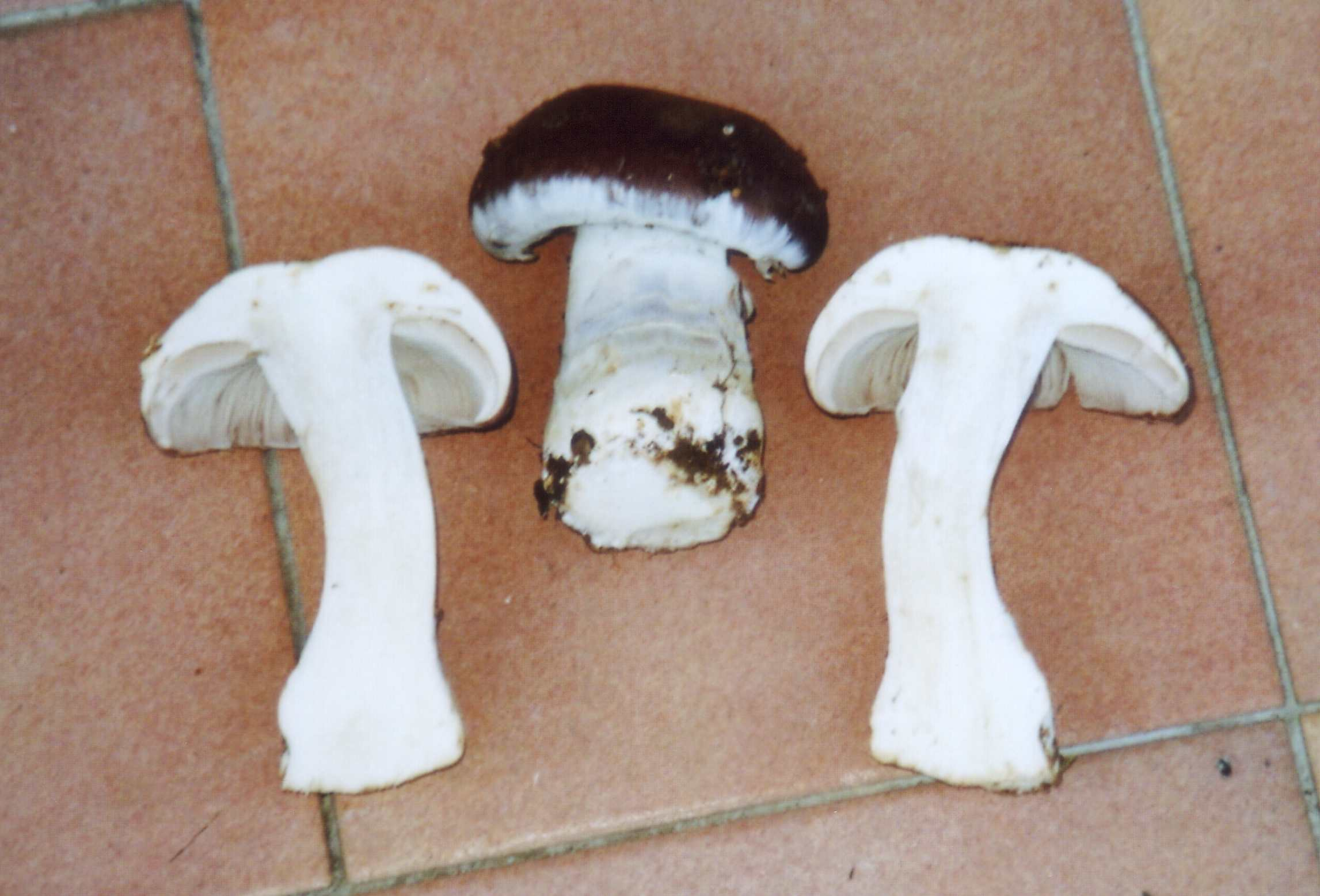
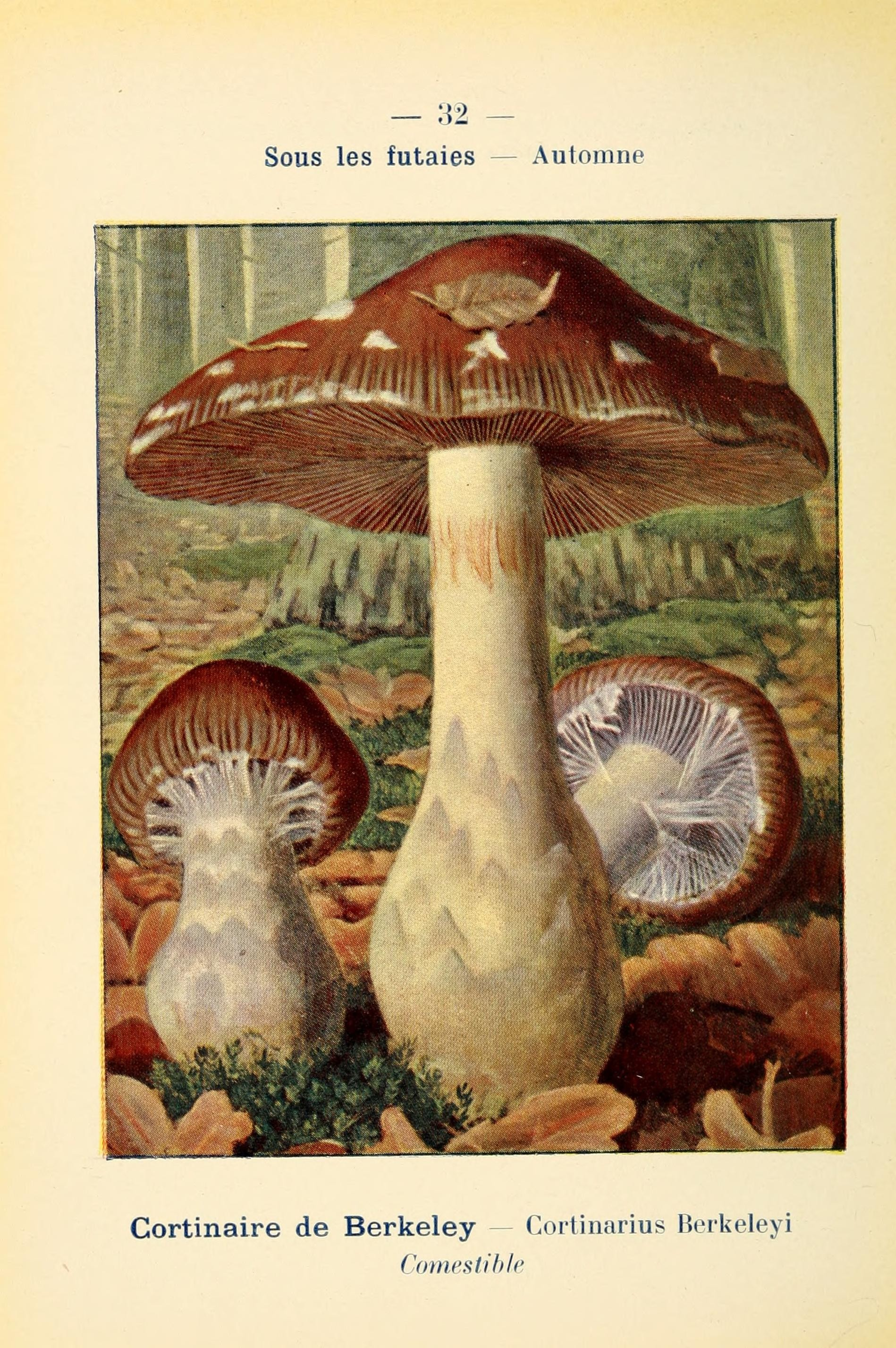